# Árva testvérek
Az Árva testvérek (安寿と厨子王丸; Andzsu to Zusiómaru; Hepburn: Anju to Zushiōmaru) 1961-ben bemutatott japán animációs film, amelyet a Toei Animation készített Jabusita Taidzsi és Szerikava Júgo rendezésében.
A filmet Japánban 1961. július 19-én mutatták be a mozikban, 1989. január 27-én VHS-en, 2002. november 21-én DVD-n is megjelent. Az Egyesült Államokban The Littlest Warrior, Anjo and Zushio és The Orphan Brother címek alatt forgalmazták a 70 percre megvágott változatát. Magyarországon a Mokép forgalmazta VHS-en 1995. szeptember 6-án.

## Cselekmény
Miután Ivaki, Anja és Zusió apja összetűzésbe keveredik a helyi úrral, Onikurával, az bosszúból felgyújtja az uralkodó tulajdonában álló erdőt, melynek felügyelete Ivaki feladata. Ivakit bíróság elé állítják és bűnösnek mondják ki, ezért a Anjának, Zusiónak és édesanyjuknak el kell hagyni a birtokukat. Apjuk után a fővárosba, Kiotóba indulnak barátaikkal, Mankuval a medveboccsal, kutyájukkal és egy fehér egérrel. Útközben azonban rabszolga-kereskedők fogják el őket, a két testvért a gonosz Szansó földbirtokosúrhoz adják, aki éppen egy hatalmas palotát építtet, míg anyjukat ismeretlen helyre hurcolják. Szansó kisebbik fia, Szaburó megtudja Zusiótól a történetüket, így segít neki megszökni. Ezalatt Anját az idősebbik fiú, Dzsiró kínvallatja, ám ezt Szaburó ellenzi, ezért összeverekednek, Anja pedig elszökik. Zusió egy szerzetes és az állatok segítségével sikeresen elszökik és egy nemes ember fogadja be. Ittléte alatt megtudja, hogy apja belehalt a bánatba, hogy ártatlanul ítélték el. Zusió az uralkodó elé járulhat, aki egyből hercegi ranggal ruházza fel és közli, hogy Onikura elnyerte méltó büntetését. Szansó, megijedve Zusió hatalmától, merényletet kísérel meg ellene, azonban Zusió megbocsát neki és Anja hollétéről faggatja. Szaburó elmondja, hogy Anja bánatában egy tóba zuhant és hattyúvá változott. Zusió ezután édesanyja megkeresésére indul, akit egy szigeten talál meg. Visszaúton elrepül felettük a hattyúvá változott Anja, akit az anya még vak szemeivel is lát.

## Szereplők
| Szereplő                          | Japán hang                                      | Magyar hang      |
| --------------------------------- | ----------------------------------------------- | ---------------- |
| Anja (Andzsu)                     | Szakuma Josiko                                  | Kiss Erika       |
| Zusió (Zusiómaru)                 | Kazama Morio (gyerek) Kitaódzsi Kinja (felnőtt) | Hamvas Dániel    |
| Jasio, Anja és Zusió édesanyja    | Jamada Iszuzu                                   | Kovács Nóra      |
| Ivaki, Anja és Zusió édesapja     | Uszami Dzsunja                                  | Széles László    |
| Szaburó                           | Mizuki Dzsó                                     | Bor Zoltán       |
| Szansó                            | Tóno Eidzsiró                                   | Velenczey István |
| Gonroku                           | Tomita Nakadzsiró                               | Kránitz Lajos    |
| Dzsiró                            | Hira Mikidzsiró                                 | Háda János       |
| Fehér egér                        | Mutó Reiko                                      | Bolba Tamás      |
| Manku, a maci                     | Óhira Tóru                                      | Kerekes József   |
| Onikura                           | Misima Maszao                                   | Kristóf Tibor    |
| Szanai Andó, Onikura szolgája     | Hanaszava Tokue                                 | Harsányi Gábor   |
| Aja hercegnő                      | Macusima Tomoko                                 | Náray Erika      |
| Kikuno                            | Tone Harue                                      | Csere Ágnes      |
| Osó, a saolin templom szerzetese  | Akasi Usio                                      | Szabó Ottó       |
| Dzsinpacsi, a rabszolga-kereskedő | Kijomura Kódzsi                                 | Balázsi Gyula    |

## Magyar stábtagok
- Magyar szöveg: Pethő Emmi
- Hangmérnök: Bérczi Endre
- Rendezőasszisztens: Dóczi Orsolya
- Vágó: Gáspár Tamara
- Gyártásvezető: Juhász Attila
- Szinkronrendező: Juhász Anna
- Bemondó: Bozai József

A szinkron a Mokép megbízásából a Videovox Stúdióban készült 1995-ben.

## Filmzene
Nyitótéma
- Andzsu to Zusiómaru (安寿と厨子王丸; Hepburn: Anju to Zushiōmaru?): előadója Kinosita Csúdzsi

Zárótéma
- Andzsu no uta (安寿の唄; Hepburn: Anju no uta?): előadója Nouszava Keiko